# Tate McDermott
Pour les articles homonymes, voir McDermott.
Pas d'image ? Cliquez ici

a Compétitions nationales et continentales officielles uniquement.

b Matchs officiels uniquement.
Dernière mise à jour le 19 août 2025.
Tate McDermott, est né le 18 septembre 1998 à Bundaberg (Australie). C'est un joueur de rugby à XV international australien évoluant au poste de demi de mêlée. Il joue avec la franchise des Queensland Reds en Super Rugby depuis 2018.

## Carrière

### En club
Tate McDermott pratique en parallèle le rugby et le sauvetage sportif, mais laisse tomber cette dernière activité à ses douze ans, lorsqu'un de ses amis proche meurt noyé lors d'une compétition,. Il poursuit ensuite sa formation rugbystique avec le lycée de Brisbane State avec la Sunshine Coast Grammar School.
Il commence sa carrière professionnelle en 2017 lorsqu'il est retenu avec l'équipe de Queensland Country pour disputer le NRC.
En 2018, il rejoint la franchise des Queensland Reds en Super Rugby. Il fait ses débuts en Super Rugby le 23 février 2018 contre les Melbourne Rebels. Lors de sa première saison, il joue huit rencontres (pour seulement une titularisation), se partageant le poste avec l'expérimenté Ben Lucas et les jeunes James Tuttle et Moses Sorovi. La saison suivante, il profite du départ des deux premiers cités pour devenir le titulaire du poste. La saison de la révélation arrive cependant en 2020, où il inscrit neuf essais avec son équipe, et se fait remarquer par sa vitesse autour des rucks et sa rapidité d'éjection,.
À partir de 2022, il devient le co-capitaine de sa franchise. En avril 2023, il prolonge son contrat avec les Reds et la fédération australienne jusqu'en 2027. Il joue son centième match avec les Reds en avril 2025.

### En équipe nationale
Tate McDermott est sélectionné avec l'équipe d'Australie de rugby à sept en 2017, et dispute quatre tournois comptant pour la saison 2016-2017 des World Rugby Sevens Series,. 
Il est retenu avec l'équipe d'Australie des moins de 20 ans pour disputer le championnat du monde junior en 2018. Lors de la compétition, il inscrit deux essais en cinq matchs.
Il est sélectionné pour la première fois avec les Wallabies en septembre 2020 par le sélectionneur Dave Rennie pour préparer le Tri-nations 2020. Il obtient sa première cape internationale le 31 octobre 2020 à l'occasion d'un match contre l'équipe de Nouvelle-Zélande à Sydney.
En juin 2023, il est sélectionné par Eddie Jones pour participer au Rugby Championship 2023. Le 10 août 2023, il est annoncé au sein du groupe australien de 33 joueurs sélectionnés pour disputer la Coupe du monde 2023 en France, et il est nommé vice-capitaine de sa sélection. Il dispute trois matchs lors de la compétition, tous en tant que titulaire.
Après le mondial, sous la direction de Joe Schmidt, il est principalement utilisé en tant que « impact player », derrière Nic White ou Jake Gordon. Il est ainsi remplaçant lors des trois matchs des Wallabies face aux Lions britanniques lors de leur tournée en Australie, et inscrit deux essais.

## Palmarès

### En club
- Vainqueur du NRC en 2017 avec Queensland Country.
- Vainqueur du Super Rugby AU en 2021 avec les Queensland Reds.

## Statistiques
Au 19 août 2025, Tate McDermott compte 46 cape en équipe d'Australie, dont 14 en tant que titulaire, depuis le 31 octobre 2020 contre l'équipe de Nouvelle-Zélande à Sydney,. Il inscrit 25 points (4 essais).
Il participe à cinq éditions du Rugby Championship, en 2020, 2021, 2022, 2023, 2024 et 2025. Il dispute douze rencontres dans cette compétition,.